# Arianis
Arianis (tiếng Hy Lạp: ἀριανίς) là một loài cây có màu sắc rực lửa mọc hoang dã ở Ariana, được nhắc đến trong Naturalis Historia 24, 17, 102, § 162 của Gaius Plinius Secundus.